# Oszada Micsijaszu
Oszada Micsijasu (Szaitama, 1978. március 5. –) japán válogatott labdarúgó.

## Nemzeti válogatott
A japán U20-as válogatott tagjaként részt vett az 1997-es ifjúsági labdarúgó-világbajnokságon.